# Opel Tech 1
 (octobre 2024).
L’Opel Tech 1 Concept est une voiture de recherche et un concept car du constructeur allemand Opel. Elle a été présentée au Salon de l'automobile de Francfort en 1981. Le véhicule est basé sur le véhicule de série Opel Kadett D et la plate-forme T de General Motors (voitures à plate-forme T de 1979). Le design vient d’Erhard Schnell.

## Carrosserie

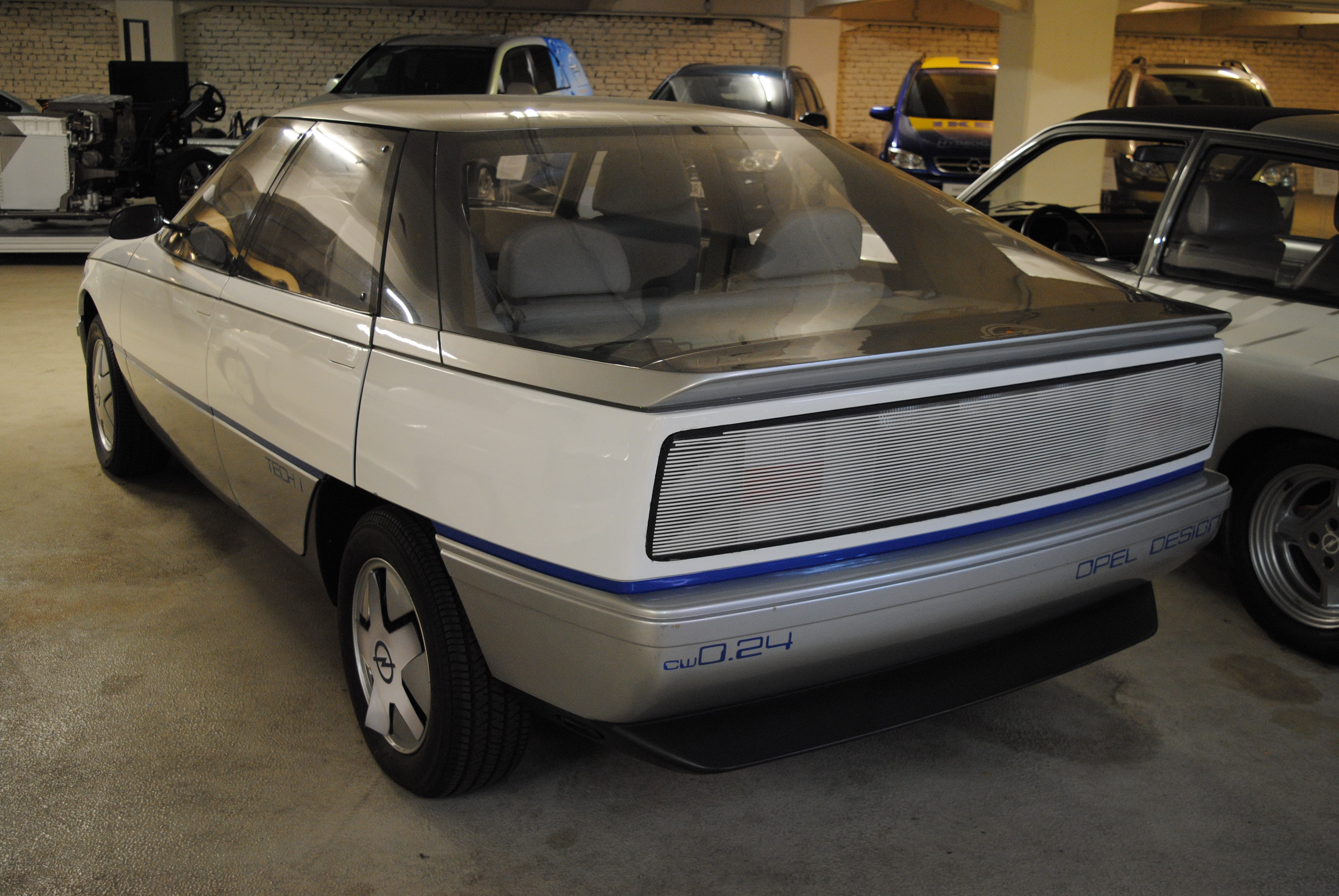
Opel Tech 1

La conception visait un record en aérodynamique. Le coefficient de traînée a atteint un Cx de 0,235, auquel la fenêtre panoramique a contribué. La face avant était précurseur de l’Opel Omega A de 1986, qui a suivi l’Opel Rekord E. Les enjoliveurs sont entrés en production en série.

## Intérieur
Toutes les commandes, à l’exception du volant, du levier de vitesses et des pédales, étaient des boutons-poussoirs.